# Гобзева, Ольга Фроловна
О́льга Фро́ловна Го́бзева, в монашестве инокиня Ольга (род. 16 марта 1943, Москва, СССР) — актриса кино, озвучивания и дубляжа, общественная деятельница. С 1992 года является инокиней Русской православной церкви.

## Биография
Ольга Гобзева родилась в многодетной верующей семье. Отец работал шофёром в автопарке партработников. Мать была домохозяйкой, воспитывала шестерых детей (включая двоих приёмных). Учась в средней общеобразовательной школе, Ольга посещала театральную студию при доме пионеров. В студенческие годы выступала с литературными концертами. В 1966 году окончила ВГИК (мастерская Бориса Бабочкина).
Работала в Театре киноактёра с 1966 по 1990 год. Снялась более чем в 40 фильмах, среди которых такие, как «Крылья», «Портрет жены художника», «Операция „Трест“», «Фокусник», «Однажды двадцать лет спустя». Много работала на дубляже иностранных фильмов.
Жила в Москве. Дважды была замужем, есть сын — Святослав Валерьевич Мартынов и внучка Ксения. Тётя писателя Ивана Гобзева.
Ушла из театра по совету духовного отца и с 1991 года проживала в монастыре. Боролась за возвращение верующим храма Большого Вознесения. Преподавала в гимназии и воскресной школе. С 1992 года — заместитель директора воскресной школы. Вела уроки этики и этикета, читала курс «Русская духовная классическая поэзия». 7 марта 1993 года в Свято-Введенском женском монастыре приняла монашеский постриг с именем Ольга. Жила в одном из московских монастырей, во второй половине 2000-х годов вела детскую православную передачу на «Народном радио» в Москве.
О своей жизни Ольга рассказала в интервью для программы «Пусть говорят» с Андреем Малаховым, вышедшей в эфир «Первого канала» 25 июня 2013 года.
В 2016 году указом правящего архиерея Каменско-Алапаевской епархии назначена исполняющей обязанности игумении Елисаветинского женского монастыря города Алапаевска. Осенью того же года Ольга в составе российской делегации в 13-й раз приняла участие в XIV Фестивале театра и кино «Амурская осень», который проходил в китайском городе Шэньяне (провинция Ляонин).
С 16 июня 2018 по 26 января 2019 года вела авторский цикл о советских актёрах «Светлая память» на телеканале «Спас».
Председатель Координационного совета женских благотворительных организаций при Отделе по церковной благотворительности и социальному служению Московского патриархата. Председатель совета православного Марфо-Мариинского сестричества.
18 июля 2023 года «во внимание к трудам на благо Святой Церкви и в связи с 80-летием со дня рождения» награждена Патриархом Кириллом орденом равноапостольной княгини Ольги III степени.

## Семья в миру
Первый муж — Ираклий Иванович Хизанишвили (род. 1940), советский актёр театра и кино, заслуженный артист Грузинской ССР. Поженились сразу после окончания ВГИКа и прожили вместе около десяти лет. С 1992 года проживает в США.
Второй муж — Валерий Васильевич Мартынов (род. 1948), советский и российский актёр театра и кино, театральный режиссёр.  Мастер международного класса и  президент всероссийской федерации Юнчуньцюань (вин-чун). Познакомились в 1973 году. Вместе прожили 14 лет.
- Сын — Святослав Валерьевич Мартынов (род. 1976).
  - Внучка — Ксения.

## Творчество

### Фильмография
- 1962 — Эй, кто-нибудь! (к/м) — девушка
- 1964 — Застава Ильича (Мне двадцать лет) — Вера
- 1965 — Год как жизнь — Даша
- 1965 — Похождения зубного врача — Таня
- 1965 — Когда улетают аисты — Иляна
- 1966 — День без числа (к/м) — Валентина — главная роль
- 1966 — Не самый удачный день — Анечка
- 1966 — Крылья — журналистка
- 1966 — В городе С. — учительница
- 1966 — День без числа — Валентина
- 1967 — Фокусник — Лиля Кукушкина
- 1967 — Пароль не нужен — Постышева
- 1967 — Операция «Трест» — Зоя Кавалерова
- 1968 — Три дня Виктора Чернышёва — Инга
- 1969 — Вальс — Анна Борисовна
- 1969 — Старый дом — Наталья Александровна, жена Александра Герцена
- 1970 — Взрывники — Марина, искусствовед, работающая поваром в геологической экспедиции
- 1972 — Ехали в трамвае Ильф и Петров — Женя / жена Ганса
- 1972 — Хроника ночи — Габи
- 1973 — Каждый день доктора Калинниковой — Наталья Немышева, балерина
- 1973 — Товарищ генерал — младший сержант Зина Лукина, связистка
- 1975 — Гамлет Щигровского уезда — Софья
- 1975 — Такая короткая долгая жизнь — Аня, балерина
- 1975 — Последняя жертва — модистка-француженка
- 1978 — В день праздника — Даша
- 1979 — Капитан Соври-голова — мама Завитайкиных
- 1979 — Сегодня и завтра — Нина Михайловна
- 1980 — Гражданин Лёшка — Таня, телеведущая
- 1980 — Дом у кольцевой дороги — Ксения Анатольевна, преподавательница ПТУ — главная роль
- 1980 — Однажды 20 лет спустя — поэтесса
- 1981 — Портрет жены художника — Ася
- 1983 — Петля — Меншутина
- 1984 — Второй раз в Крыму — медсестра
- 1984 — Этот фантастический мир (Десятый выпуск. «Знак Саламандры») — Эдит, жена Роллинга
- 1986 — Нужные люди — учитель танцев
- 1986 — Эксперимент 200 (к/м) — Гамма
- 1986 — Мост через жизнь — Наталья
- 1987 — Нетерпение души — Ольга Борисовна Лепешинская
- 1987 — Свободное падение
- 1988 — Земляки — Мария
- 1988 — Фуга — женщина
- 1989 — Этюды о Врубеле — Эмилия Прахова
- 1990 — Мальчики — мама Ильи Снегирёва
- 1990 — Ныне прославися сын человеческий — мать
- 1992 — Господи, прости нас, грешных — Варвара

### Дубляж
- 1969 — Цветок кактуса — Тони Симмонс (роль Голди Хоун)[7]
- 1974 — Пиаф — Эдит Пиаф (роль Б. Арьель)[7]
- 1976 — Прокажённая — Стефця Рудецка (роль Эльжбеты Старостецкой)
- 1979 — Барьер — Доротея (роль В. Цветковой)[7]
- 1980 — Вторая жена — Ирэн (роль Изабель Юппер)
- 1980 — Скупой — Марианна (роль Анн Кодри)
- 1981 — Американская трагедия — Сондра Финчли (роль А. Алексахиной)
- 1981 — Невезучие — Мэри (роль Коринн Шарби)
- 1982 — Сказки… сказки… сказки старого Арбата — Виктоша (роль Л. Сучковой)
- 1982 — Знахарь — Марыся (роль А. Дымны)[7]
- 1983 — Анна Павлова

### Озвучивание мультфильмов
- 1978 — Черепашка — Черепашка
- 1978 — Муми-тролли — Снифф
- 1979 — Квакша — Ласточка
- 1980 — Акаиро — мальчик / Акаиро
- 1981—1982 — Жил-был Саушкин (фильмы 2 и 3) — Саушкин

### Озвучивание фильмов
- 1979 — Имеретинские эскизы — закадровый текст